# Хаджар (горы)
Ха́джар (араб. جبال الحجر‎, Джебель-эль-Хаджар, в пер. «каменные горы»), также Оманские горы — горы в Омане и Объединенных Арабских Эмиратах. 

## География
Горы Хаджар протянулись на расстояние в 450 км полумесяцем на востоке Аравийского полуострова, в направлении с северо-запада на юго-восток, от Ормузского пролива до побережья Индийского океана (в Оманском заливе). Они отделяют плодородную, с влажным приморским климатом прибрежную равнину Эль-Батина от засушливых внутренних районов Омана.
Горы Хаджар разделяются на западную (Эль-Хаджар-эль-Гарби) и восточную (Эль-Хаджар-эш-Шарки) части; границей между ними является долина Вади-Сумаиль. Здесь проходит также и наиболее удобная дорога между побережьем и внутренними районами страны, так как горы являются труднопроходимыми и перевалов имеется крайне мало. В связи с этим вдоль вади Самаиль проходят автомобильное шоссе, а также нефтепровод, здесь проложены линии электропередач и телефонной связи. Центральная часть гор Хаджар называется Эль-Ахдар, она более высокая. Здесь находятся две высшие точки всего массива — горы Эш-Шам (высотой 3017 м) и Джабаль-Каур (2730 м). Восточная часть Хаджара постепенно снижается в восточном направлении с высот в 1500 м и до 500 м у побережья Индийского океана.
Склоны гор Хаджар отвесны и образуют каньоны и обрывы высотой до 1000 м. От морского побережья вглубь горного массива уходят долины-вади, среди которых следует назвать Тиви, Шааб (от северо-восточного побережья) и Бани-Халид (с юга), в которых текут реки, наполняющиеся водой в зимний период. Горные ручьи Шааб и Бани-Халид образуют настоящие пресноводные озёрца, которые можно достичь, даже путешествуя по их долинам пешком. Кроме них, горы пересекают и другие вади, которые наполняются водой в период дождей.

## Климат
Климат Омана преимущественно субтропический. Если на побережье он влажный и жаркий, то во внутренних районах страны — засушливый. Зима в этом регионе короткая и тёплая, остальная же часть года — очень жаркая. В этом отношении Оманские горы представляют приятное исключение — климат здесь горный, с холодной зимой и тёплым летом, и с обильными, регулярными дождями. Ночи могут быть по-настоящему холодными, однако мороз случается редко — как правило на высотах от 2000 метров.

## Флора и фауна
Горы Хаджар являются одними из самых молодых на нашей планете. Они образовались в эпоху альпийского горообразования (Альпийский орогенез) и представляют собой слоистые образования, имеющие огромный интерес для геологии. В то же время в связи с этим же обстоятельством горы эти практически лишены растительного покрова. Разительный контраст с голыми скалами представляют собой долины-вади, густо заросшие пальмами, кустарником и болотными травами. Здесь, а также в оазисах вызревают финики, овощи и цитрусовые, для чего используется в течение столетий местная система искусственного орошения фаладж. Большим спросом пользуются также выращиваемые здесь розы. За исключением центральных вади, через которые проложены дороги и прочие коммуникации, горный регион крайне слабо заселён. Поэтому здесь сохранились такие редкие, охраняемые животные, как аравийский тар и аравийский леопард.
В горах Хаджар имеется лишь несколько поселений — Эр-Рустак, Аваби и Нахль, на склонах, обращённых к побережью, и Ибри, Кубара, Бахла, Назва, Изки — на юго-западных отрогах, обращённых к пустыне.

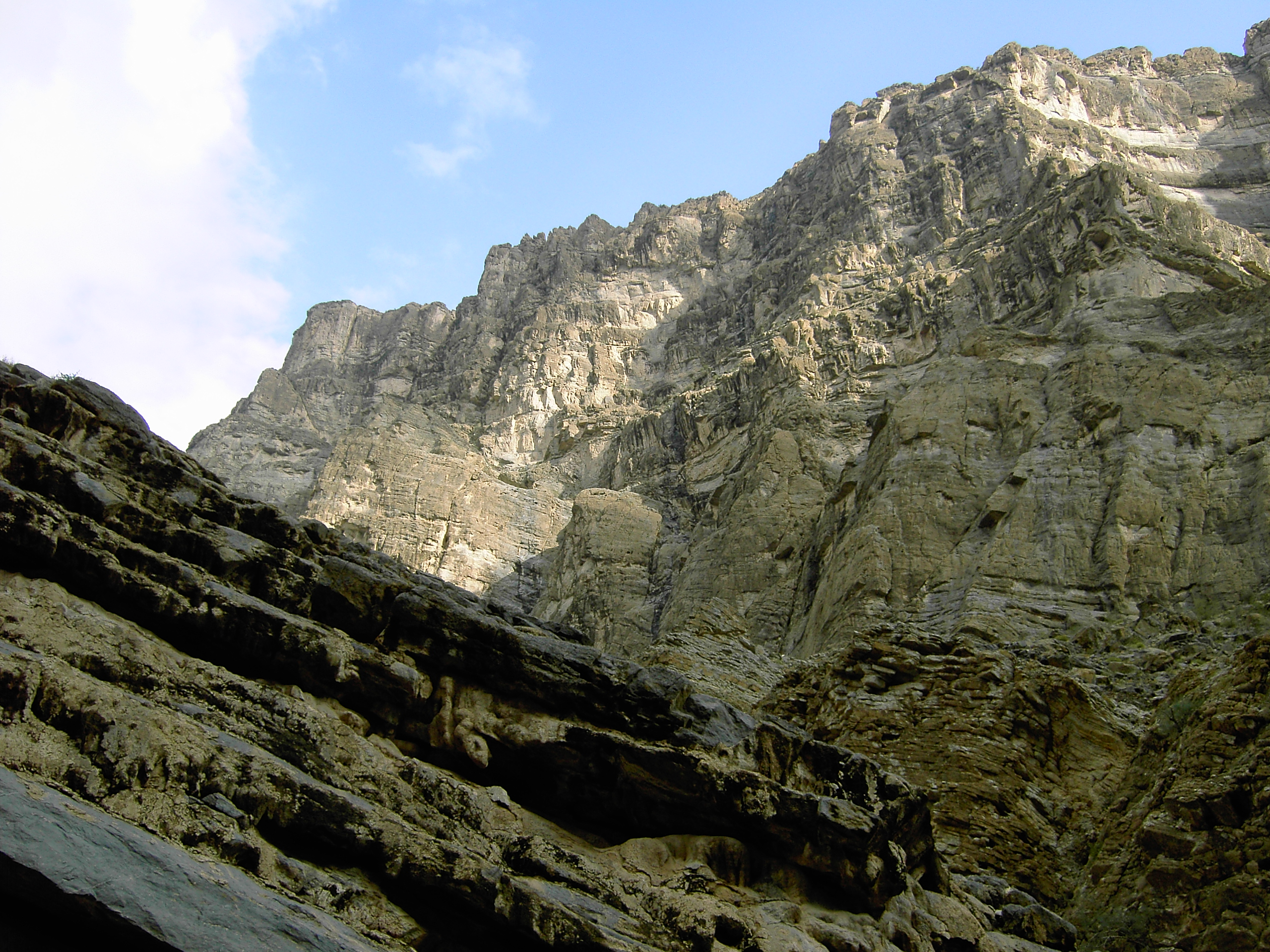
Горы Хаджар
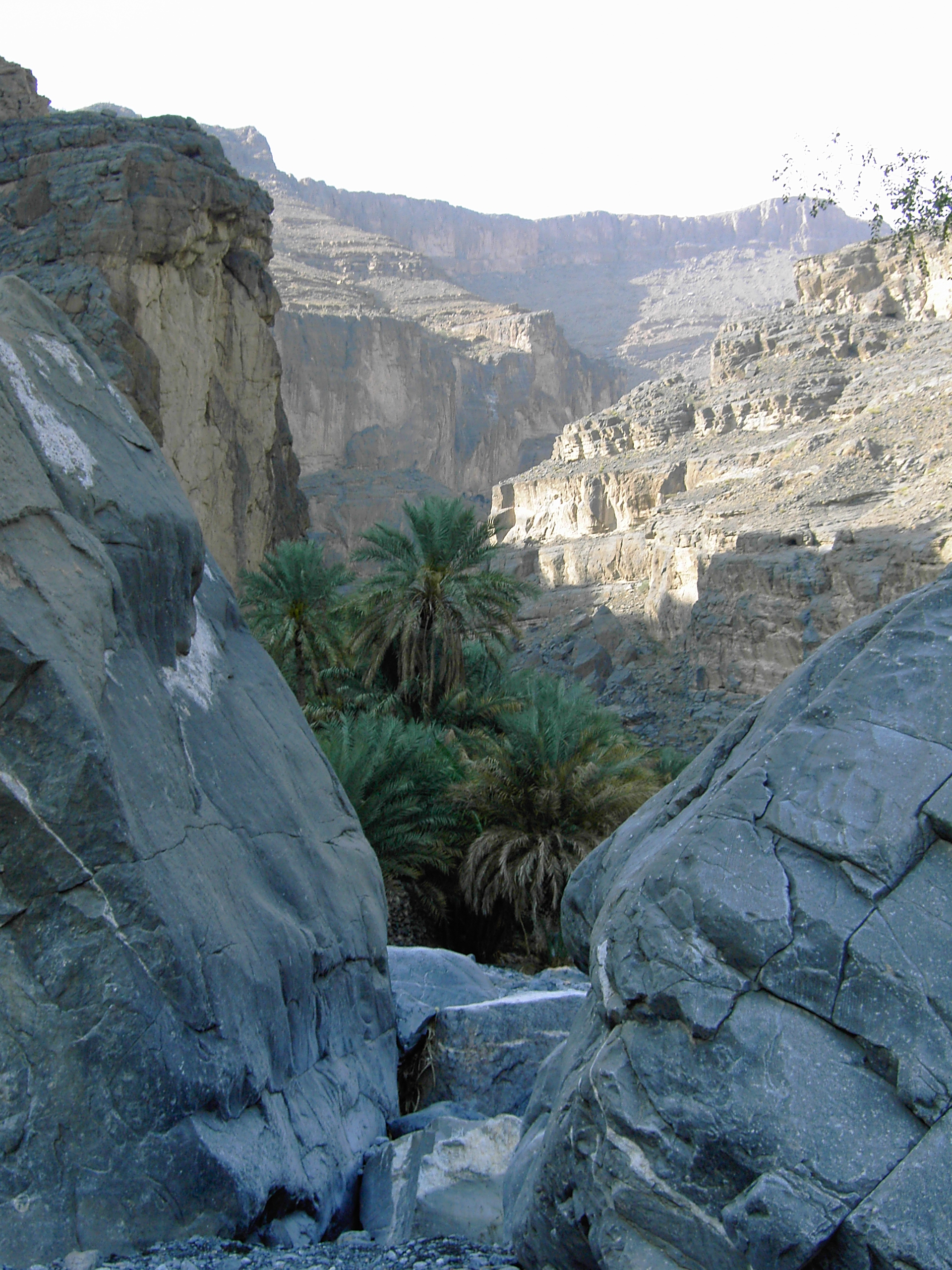
Вади-Гуль
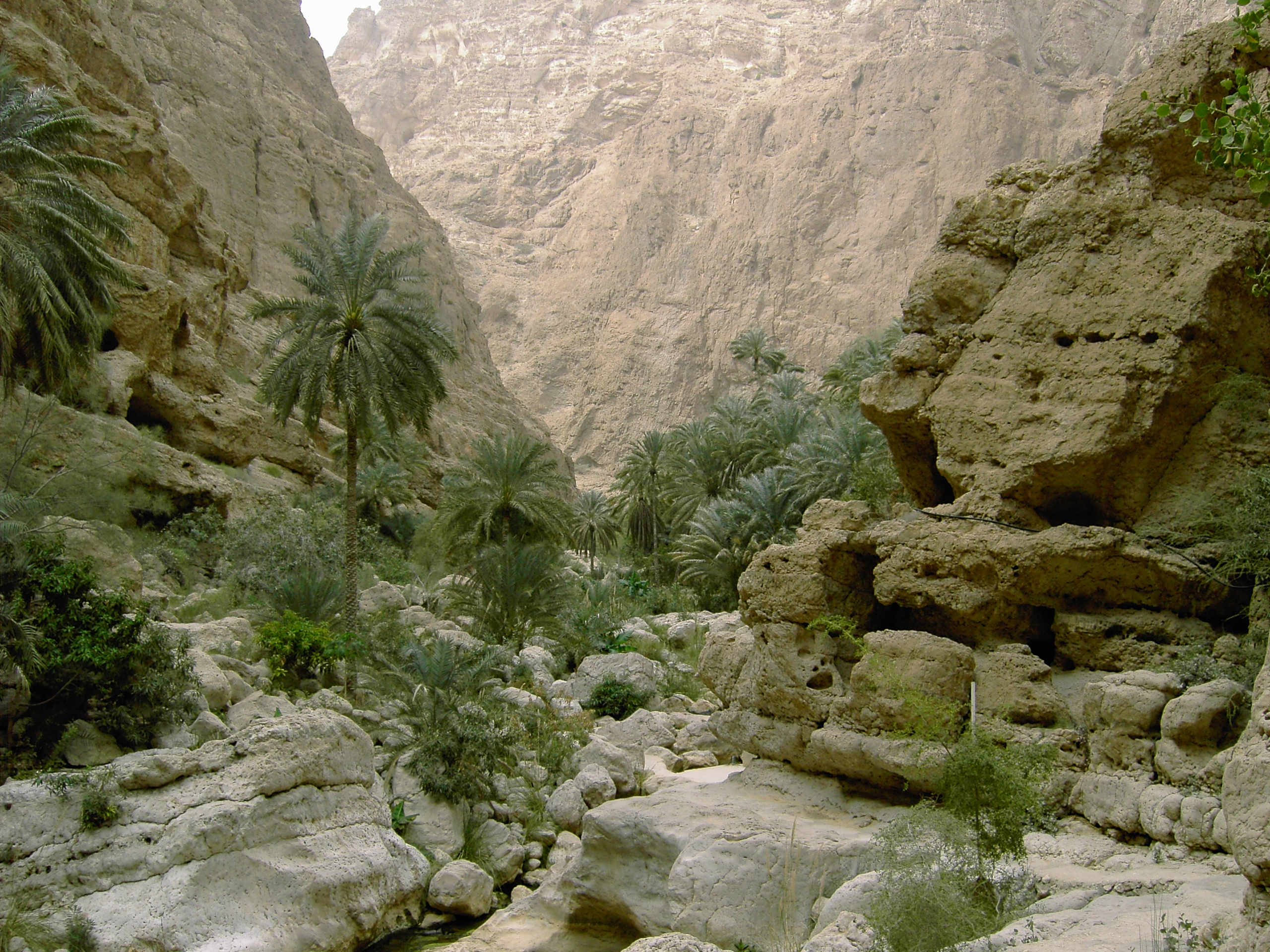
Вади-Шааб